# Bűnös Davey
A Bűnös Davey (Sinful Davey) 1969-ben bemutatott brit kaland/vígjáték John Huston rendezésében.
A történet David Haggart The Life of David Haggart című önéletrajzi könyvén alapul. A középpontban egy skót zsivány, Davey Haggart (John Hurt) áll. A filmet Írországban – ahol a rendező Huston is élt akkoriban – forgatták az angolok mellett javarészt ír színészekkel. Ezért a szereplők is ír akcentussal beszélnek az eredeti skót helyett.

## Szereposztás
| Színész           | Karakter           |
| ----------------- | ------------------ |
| John Hurt         | Davey Haggart      |
| Pamela Franklin   | Annie              |
| Nigel Davenport   | Richardson         |
| Fionnula Flanagan | Penelope           |
| Robert Morley     | Duke of Argyll     |
| Maxine Audley     | Duchess of Argyll  |
| Donal McCann      | Sir James Campbell |
| Allan Cuthbertson | Douglas kapitány   |
| Niall MacGinnis   | Csizmás Simpson    |
| Noel Purcell      | Jock               |
| Judith Furse      | Mary               |
| Francis de Wolff  | Andrew             |
| Ronald Fraser     | MacNab             |
| Fidelma Murphy    | Jean Carlisle      |
| Eddie Byrne       | Yorkshire Bill     |
| Paul Farrell      | Bailiff            |

## Fordítás
- Ez a szócikk részben vagy egészben  a   Sinful_Davey című angol Wikipédia-szócikk fordításán alapul.  Az eredeti cikk szerkesztőit annak laptörténete sorolja fel. Ez a jelzés csupán a megfogalmazás eredetét és a szerzői jogokat jelzi, nem szolgál a cikkben szereplő információk forrásmegjelöléseként.